# Gmina Fairfield (hrabstwo Cedar)

Położenie Gminy Fairfield w hrabstwie Cedar

Gmina Fairfield (ang. Fairfield Township) – gmina w USA, w stanie Iowa, w hrabstwie Cedar. Według danych z 2000 roku gmina miała 268 mieszkańców.